# Lost in Space – Verschollen zwischen fremden Welten
Lost in Space – Verschollen zwischen fremden Welten (Originaltitel: Lost in Space) ist eine US-amerikanische Science-Fiction-Serie, die auf der in den 1960er-Jahren ausgestrahlten Fernsehserie Verschollen zwischen fremden Welten basiert. Die zehnteilige erste Staffel der Serie wurde weltweit am 13. April 2018 bei Netflix veröffentlicht. Der Name der gestrandeten Familie, Robinson, bezieht sich auf Johann David Wyss’ Buch Der Schweizerische Robinson aus dem Jahr 1812.
Im Mai 2018 bestellte Netflix eine zweite Staffel, die am 24. Dezember 2019 veröffentlicht wurde. Seit dem 1. Dezember 2021 ist die dritte und letzte Staffel bei Netflix verfügbar.

## Handlung
Die Serie handelt von den Abenteuern der Familie Robinson, die auf der Reise zur Neubesiedlung des Sonnensystems „Alpha Centauri“ ist. Das Projekt mit dem Namen „Ein neuer Anfang“ (A New Beginning) wird von der Erde beworben, weil diese immer unbewohnbarer erscheint, so gibt es dort schon lange keinen blauen Himmel mehr.
Auf ihrer Reise wird die Resolute, so der Name des Besiedlungsschiffes, von außerirdischen Robotern angegriffen und teilweise zerstört. Einige der Neusiedler, darunter die Robinsons, können sich in Rettungsschiffe flüchten und so dem Tod entkommen. Das Schiff der Robinsons, die Jupiter 2, gelangt dabei in ein Wurmloch und ist daraufhin „im Weltall verschollen“ (englisch: Lost in space). Nachdem sie, wie weitere Fluchtschiffe (Jupiters) und die Resolute, durch das Wurmloch gefallen sind, stranden die Jupiters auf einem Planeten, dem sie keinen Namen geben.

## Besetzung und Synchronisation
Die Synchronisation entsteht nach einem Dialogbuch von Florian Erdle und unter der Dialogregie von Andreas Pollak von der Synchronfirma Studio Hamburg Synchron GmbH (Staffel 1) und von Dana Linkiewicz von der TV+Synchron Berlin GmbH (Staffel 2).

### Hauptbesetzung
| Rollenname                  | Schauspieler       | Hauptrolle | Synchronsprecher                                    |
| --------------------------- | ------------------ | ---------- | --------------------------------------------------- |
| John Robinson               | Toby Stephens      | 1.01–3.08  | Peter Flechtner                                     |
| Maureen Robinson            | Molly Parker       | 1.01–3.08  | Diana Borgwardt                                     |
| Judy Robinson               | Taylor Russell     | 1.01–3.08  | Jodie Blank                                         |
| Penny Robinson              | Mina Sundwall      | 1.01–3.08  | Vivien Gilbert                                      |
| Will Robinson               | Maxwell Jenkins    | 1.01–3.08  | Benjamin Niklaß (Staffel 1) Ben Hadad (Staffel 2–3) |
| Don West                    | Ignacio Serricchio | 1.01–3.08  | Steven Merting                                      |
| Dr. (Zoe) Smith/June Harris | Parker Posey       | 1.01–3.08  | Harriet Kracht                                      |
| Roboter                     | Brian Steele       | 1.01–3.08  |                                                     |

### Nebenbesetzung
| Rollenname            | Schauspieler         | Nebenrolle                             | Synchronsprecher    |
| --------------------- | -------------------- | -------------------------------------- | ------------------- |
| Dr. Zachory Smith     | Bill Mumy            | 1.01, 2.03                             |                     |
| Nachrichtensprecherin | Vanessa Eichholz     | 1.01                                   |                     |
| Tam Roughneck         | AnnaMaria Demara     | 1.01–1.02                              |                     |
| Angela                | Sibongile Mlambo     | 1.02, 1.04, 1.06, 1.08–1.09, 2.04–2.10 | Nicole Hannak       |
| Jessica „Jess“ Harris | Selma Blair          | 1.03, 2.03                             | Marieke Oeffinger   |
| Captain Radic         | Shaun Parkes         | 1.03–1.05, 1.09                        | Wolfgang Wagner     |
| Diane                 | Amelia Burstyn       | 1.04–1.07, 1.09                        |                     |
| Naoko Watanabe        | Yukari Komatsu       | 1.04–1.06, 1.08–1.09                   | Sabine Walkenbach   |
| Peter Beckert         | Adam Greyson Reid    | 1.04–1.08                              | Robert Glatzeder    |
| Hiroki Watanabe       | Cary-Hiroyuki Tagawa | 1.04–1.06, 1.08–1.09                   |                     |
| Aiko Watanabe         | Kiki Sukezane        | 1.04–1.07, 1.09                        | Julia Strowski      |
| Victor Dhar           | Raza Jaffrey         | 1.04–1.10, 2.01, 2.04–3.08             | Viktor Neumann      |
| Vijay Dhar            | Ajay Friese          | 1.04–1.09, 2.04–3.08                   | Lukas Till Berglund |
| Connor                | Rowan Schlosberg     | 1.05–1.06, 1.08–1.09                   |                     |
| Evan                  | Iain Belcher         | 1.05–1.07                              | Lukas Till Berglund |
| Reese                 | Viv Leacock          | 1.06, 1.08–1.09                        |                     |
| Prisha Dhar           | Veenu Sandhu         | 1.07–1.09                              | Wicki Kalaitzi      |
| Captain Kamal         | Sakina Jaffrey       | 2.01, 2.06–2.08, 2.10                  |                     |
| Ben Adler             | JJ Feild             | 2.04–3.08                              | Thomas Schmuckert   |
| Officer Hastings      | Douglas Hodge        | 2.04–3.08                              |                     |
| Ava                   | Tattiawna Jones      | 2.04–3.08                              | Aline Staskowiak    |
| Liam Tufeld           | Charles Vandervaart  | 3.01–3.07                              |                     |
| Grant Kelly           | Russell Hornsby      | 3.01–3.08                              |                     |

## Episodenliste

### Staffel 1
| Nr. (ges.) | Nr. (St.) | Deutscher Titel          | Originaltitel           | Regie           | Drehbuch                         |
| --- | --------- | ------------------------ | ----------------------- | --------------- | -------------------------------- |
| 1 | 1         | Aufprall                 | Impact                  | Neil Marshall   | Matt Sazama & Burk Sharpless     |
| Nachdem intelligente Alien-Androiden das Jupiter-Mission-24-Raumschiff Resolute angegriffen haben, das Wissenschaftler und Kolonisten nach Alpha Centauri bringen sollte, werden die Rettungsschiffe in ein Wurmloch geschleudert, wobei einige der Schiffe Bruchlandungen auf einem erdähnlichen Planeten erleiden. Das Raumschiff der Familie Robinson, Jupiter 2, stürzt in einen flachen Gletschersee und sinkt zu Boden. Die 18-jährige Judy, das älteste Robinson-Kind und die Missionsärztin, taucht zum versunkenen Schiff, um eine Batterie zu holen, wird aber im Eis eingeschlossen, als das Wasser durch die aufkommende Nacht gefriert. Mit fünf Stunden Sauerstoff im Tank ihres Anzuges erzählt Judy ihrer Schwester Penny, wie sie ihre beim Absturz verletzte Mutter behandeln soll. John, der Vater und Missionsleiter, und Will, das jüngste Kind der Robinsons, machen sich daran, Magnesium zu sammeln, das das Eis schmelzen und Judy befreien soll. In einer Höhle fällt Will in einen eisigen Abgrund und landet an einem Waldrand. John funkt Will, dass er zu ihm zurückkehren wird, nachdem er Judy gerettet hat. Will trifft im Wald auf einen außerirdischen Roboter und sein abgestürztes Schiff; er freundet sich mit ihm an, indem er seine Selbstreparatur unterstützt, bevor ein Waldbrand sie umgibt. Der Roboter nimmt eine humanoide Form an, um eine Beziehung zu Will herzustellen, und rettet ihn. Die Familie versucht, Judy zu befreien, indem sie das Eis schmelzt, aber ein plötzlicher Regenguss behindert ihren Fortschritt. Will und der Roboter kommen an und der Roboter rettet Judy. In einer Rückblende stiehlt eine Frau, June Harris, die Identität von Dr. Zachary Smith und steigt zusammen mit Don West und Tam Roughneck in ein Raumschiff ein. |           |                          |                         |                 |                                  |
| 2 | 2         | Diamanten aus dem Himmel | Diamonds in the Sky     | Neil Marshall   | Matt Sazama & Burk Sharpless     |
| Don West, Dr. Smith und Debbie, das Huhn, überleben ihre Bruchlandung, Tam jedoch nicht. Don entdeckt einen Fallschirm in der Ferne und macht sich mit Smith und Debby auf den Weg, um nachzusehen. Sie finden Angela, die kaum noch lebt. Als sie fernen Rauch sehen, der Angelas verunglücktes Schiff sein könnte, machen sie sich auf den Weg, wobei Don Angela trägt. Als sie vor einem Sturm Unterschlupf suchen, bietet Smith an, nach Hilfe zu suchen, während Don bei Angela bleibt. Unterdessen taucht der Roboter an Robinsons versunkenem Schiff auf, um es zu heben. Penny bemerkt eine ferne Explosion und erkennt, dass es sich um ein weiteres Jupiter-Fahrzeug handelt. Maureen und John gehen dorthin und finden auch das Roboterschiff in der Nähe. Eine holographische Karte des Planeten wird aktiviert und sie erfahren, dass sie sich in einer nicht identifizierten Galaxie befinden. Währenddessen erlebt Will eine psychische Verbindung zu dem Roboter und sieht die Kämpfe an Bord der Resolute. Die Verbindung trennt sich und lässt Will die Sicherheit des Roboters in Frage stellen. Weil er sich an nichts vor seinem Absturz erinnern kann, denkt Will, dass sein System möglicherweise neu gestartet wurde. Er beschließt, seinen Eltern nichts von seiner Vision zu erzählen. |           |                          |                         |                 |                                  |
| 3 | 3         | Invasion                 | Infestation             | Tim Southam     | Zack Estrin                      |
| In einer Rückblende wird Smith als June Harris, der älteren Schwester von Jess Harris, einer erfolgreichen Geschäftsfrau, enthüllt. Jess vermacht ihr Anwesen und Haus auf der Erde, als sie diese mit der Resolute verlassen will. June durchkreuzt jedoch diesen Plan, setzt Jess unter Drogen und entfernt ihren subkutanen ID-Chip, mit dem sie sich an ihrer Stelle auf das Schiff schmuggeln will, danach verarztet sie Jess und übernimmt ihre Identität. Beim Check-In wird sie verhaftet, kann aber während des Roboterangriffs fliehen. In der Gegenwart ist Smith auf dem Schiff der Robinsons und entdeckt, dass der Roboter mehr auf Wills Emotionen als auf seine Befehle reagiert. Diesen Zustand will sie nutzen, um sich und Will aus dem Lagerraum zu befreien, in den sie der Roboter eingesperrt hat. Dessen Plan war es, Will vor treibstofffressenden Aalen zu schützen, die in das Schiff eingedrungen sind. John kann jedoch alle im Schiff befindlichen Aale töten und die Robinsons können mit dem verbliebenen Treibstoffrest aus dem Eis entkommen. Sie landen das Schiff am Rand einer gemäßigten Waldzone. Dort funktioniert ihr Funkgerät wieder und sie können eine Nachricht der Resolute empfangen, die sie wissen lässt, dass die verbliebene Mannschaft nach ihnen sucht. Währenddessen hat der Roboter den 3D-Drucker gehackt und zum Schutze Wills eine Pistole angefertigt. Er übergibt sie Will. Dieser versteckt sie unter seiner Matratze, bemerkt jedoch nicht, dass er dabei von Smith beobachtet wird. |           |                          |                         |                 |                                  |
| 4 | 4         | Die Robinsons waren hier | The Robinsons Were Here | Alice Troughton | Katherine Collins                |
| Don West und Angela werden von dem Biologen Hiroki Watanabe und seiner Familie gerettet. Hiroki trifft danach John und Maureen in seinem Schiff, der Jupiter 11, wieder, wo Judy Angela behandelt. Angela erzählt ihr, dass es bei dem Angriff auf die Resolute 63 Überlebende und 27 Tote gab, jedoch 13 Rettungsschiffe sicher gelandet waren. Keines der Schiffe ist jedoch flugfähig, da die Aale auch deren Treibstoff aufgefressen haben. John bemerkt, dass eines der Schiffe nicht von der Resolute ist, und er macht sich zusammen mit Don und seiner Frau auf, um es nach brauchbarem technischem Equipment zu untersuchen. Am Absturzort angekommen, finden sie die abgetrennte Kommunikations-Satellitenschüssel der Resolute. Sie folgern daraus, dass das Schiff nun „taub“ ist und sie keinen Kontakt zur Mannschaft aufnehmen können, ebenso wissen diese nichts von den Überlebenden. Judy findet derweil das Robotergeheimnis über den Angriff heraus, konfrontiert Will mit der Information, woraufhin dieser mit dem Roboter flieht, um ihn in einer entfernten Höhle zu verstecken. Judy rennt ihm hinterher und später auch Penny. Sie bemerken jedoch nicht, dass ihnen Dr. Smith ebenfalls folgt. Auf dem Weg treffen sie auf eine Gruppe Überlebender, verstecken sich jedoch vor diesen, damit sie den Roboter nicht entdecken, weil sie ihn für den Feind halten. Der Junge Vijay verliert einen wichtigen Brief, kehrt um und stößt auf die 4er-Gruppe. Damit er den anderen und seinem Vater, dem Gruppenführer, nichts von dem Roboter erzählt, erpresst Penny Vijay mit diesem und verpflichtet ihn so zu Stillschweigen. Beide trennen sich und die Kinder erreichen die Höhle. Da es für eine Rückkehr zum Schiff schon zu dunkel ist, beschließen sie dort zu übernachten. Am nächsten Morgen hinterlassen sie noch, aus Spaß, die Nachricht „Die Robinson waren hier“ (Original: THE ROBINSONS WERE HERE) mit ihren Handabdrücken an einer Wand. Der Roboter macht es ihnen nach und hinterlässt ebenfalls einen Handabdruck. Judy erkennt daran, dass der Roboter sein Wesen geändert haben muss und nicht mehr als gefährlich anzusehen ist. Als die Kinder auf dem Rückweg sind, kommt Dr. Smith in die Höhle, spricht mit dem Roboter und versucht manipulativ, für einen späteren Zeitpunkt, seine Gunst und Folgsamkeit zu gewinnen. |           |                          |                         |                 |                                  |
| 5 | 5         | Kommunikation            | Transmission            | Deborah Chow    | Kari Drake                       |
| Um sich der Mannschaft auf der Resolute bemerkbar zu machen, bauen die Überlebenden einen „Lichtturm“ der einen intensiven Lichtstrahl zum Schiff senden soll. Maureen erkundet unterdessen, an einem Wetterballon hängend, die Stratosphäre und findet heraus, dass sich hinter der Sonne ein wanderndes schwarzes Loch befindet und auf den Planeten zukommt. Penny und Judy überzeugen derweil Will, dass er mit seinem Vater über den Roboter reden muss. Er findet jedoch noch nicht den Mut dazu. Penny flirtet mit Vijay, in den sie sich verliebt hat. In einer Rückblende sieht man die Robinsons in einer Diskussion, bei der sie die Pros und Contras der Reise nach Alpha Zentauri erörtern. Alle Reisenden müssen sich einem Eignungstest unterziehen, bei dem Will beim ersten Versuch durchfällt. Maureen tröstet ihn und Will besteht schließlich, so dass die Robinsons mitreisen können. Don, dessen Schmuggelaktivitäten bekannt wurden, unterhält sich mit Judy und äußert seinen Verdacht über Dr. Smiths wahre Identität. Als Judy Dr. Smith daraufhin damit konfrontiert, streitet sie dies mit einer Lüge ab und lenkt die Verdächtigungen ihrerseits nun auf Don und stellt ihn in ein schlechtes Licht. Als der Lichtturm aktiviert wird, schaltet Dr. Smith den Sicherheitszaun, der das Lager umgibt, ab. Zwei große Kreaturen verschrecken die Überlebenden, als sie den Turm erklimmen, um die Motten, die sich angesammelt haben, zu fressen und zerstören ihn dabei. Die Kreaturen wenden sich nun den Menschen zu. Dr. Smith kann Will überzeugen den Roboter zu rufen. Dieser kann die beiden Kreaturen zunächst abwehren, hört aber auf, als ihm einfällt, dass Will ihn bat, niemanden zu verletzen. Erst als dieser ihn eindringlich bittet, sich zu verteidigen, tötet er die Kreaturen und rettet damit die Gruppe, die nun von seiner Existenz auf dem Planeten weiß. |           |                          |                         |                 |                                  |
| 6 | 6         | Grabrede                 | Eulogy                  | Vincenzo Natali | Ed McCardie                      |
| Maureen erklärt, auf Johns Frage nach ihrer Erkenntnis des Ballonfluges hin, die Funktion eines Doppelsternsystems und dem von ihr entdeckten schwarzen Loch. Sie erklärt, dass das Schwarze Loch den Planeten in seiner Umlaufbahn der Sonne näher bringt und diese dann irgendwann den Planeten unbewohnbar macht. Auf Johns Frage nach dem Zeitpunkt antwortet Maureen, dass sie detailliertere Berechnungen dazu anstellen muss. Die Überlebenden diskutieren indes über das weitere Vorgehen und Umgang mit dem Roboter. Als Angela nach dem Roboter gefragt wird, kann sie jedoch nur emotional (durch den erlittenen Verlust ihres Mannes), aber nicht informativ antworten. Die gegensätzlichen Erfahrungen mit dem Roboter führen zu Spannungen in der Gruppe, woraufhin Angela den Besprechungsraum verlässt. Draußen von Dr. Smith abgepasst, die ihr, lügend und manipulierend, um Angelas Vertrauen zu gewinnen, erzählt, sie hätte ebenfalls jemanden verloren. Smith gibt sich, wie vorher schon mehrfach, als Psychotherapeutin aus, und bietet Angela Hilfe an. Die Gruppe hat indes beschlossen, dass der Roboter bleiben darf, daran sind jedoch einige Regeln und Bedingungen geknüpft. Angela findet bei einem Waldspaziergang die vorher von Dr. Smith entwendete Waffe. Sie kontaktiert Dr. Smith und bittet um eine Sitzung, bei der sie ihre Erlebnisse bei dem Angriff verarbeiten möchte. Don ist unterdessen mit Victor, dem Leiter der Überlebenden und Vijays Vater, zur abgestürzten Jupiter 11 aufgebrochen, um den dort noch vorhandenen Treibstoff zu bergen. Sie finden sie verschüttet am Rande eines Canyon, wo sie abzurutschen droht. Don findet im Schiff noch kurz vor dem Abrutschen die Original-ID-Karte von Zachary Smith, auf der sich auch sein Lichtbild befindet. Angela geht mit der Waffe zur Jupiter 2 um den Roboter zu töten. John stellt sich schützen zwischen beide. Sie schießt, der Roboter gerät in Wut und läuft auf Angela zu, wobei er John verletzt. Will kann ihn im letzten Moment stoppen, führt ihn raus an einen Abgrund und bittet ihn dort hinunter zu springen, was dieser auch tut und an den Klippen zerschellt. Es ist die Stelle, an der Will zuvor mit seinem Vater einen Turm aus 26 Steinen errichtet hat, um an die Toten des Angriffs zu erinnern.                                           |           |                          |                         |                 |                                  |
| 7 | 7         | Unter Druck              | Pressurized             | Tim Southam     | Vivian Lee                       |
| Don West findet und übergibt Judy Robinson den Ausweis des echten Dr. Smith, welchen er zuvor in der Jupiter gefunden hatte. Zeitgleich wird die Herkunft der Waffe, mit der Angela den Roboter töten wollte, von Will Robinson aufgeklärt und Maureen und John Robinson wollen klären, wie Angela an die Waffe gekommen ist. Sie brechen zu der Jupiter von den Watanabes auf und geraten auf Grund eines seismischen Bebens mit ihrem Chariot in eine Teergrube. Der Chariot versinkt mit ihnen in der Teergrube, aus welcher sie sich mit Hilfe des Heliumballons befreien können. Beim Rücktransport des Treibstoffs von der Jupiter muss das Team von Victor ein Feld von Geysiren durchfahren, da es keine andere Route mehr gibt. Hierbei haben sie nur ein knappes Zeitfenster zwischen den Ausbrüchen, um das Feld sicher passieren zu können. Beim Durchqueren des Feldes löst sich bei dem Chariot mit dem Treibstoffanhänger ein Steuerkabel, welches zur Verlangsamung des Fahrzeugs führt. In einer waghalsigen Aktion schließt Evan das Kabel wieder an, aber es kommt zu einem Unfall mit dem Tanklaster, bei dem Evan unter den Tank gerät und schwer verletzt wird. Judy entscheidet sich, das Leben von Evan zu retten und damit den Verlust des Treibstoffs zu riskieren, da beim Anheben des Tanks der Treibstoff ausfließen wird. Diese Entscheidung trifft Judy gegen Victors Befehl, auf jeden Fall den Treibstoff zu sichern, der ihnen das Verlassen des Planeten sichert. Auf der Rückfahrt verstirbt Evan an seinen inneren Verletzungen. Victor stellt fest, dass der Treibstoff nicht für alle Schiffe reichen wird. Dr. Smith sammelt die Reste des zerschellten Roboters zusammen und versucht diesen zu reaktivieren, was jedoch nicht gelingt. Victor erfährt unterdessen von seinem Sohn Vijay, dass der Planet sterben wird und will, ohne die anderen, mit seiner Jupiter 4 den Planeten verlassen. |           |                          |                         |                 |                                  |
| 8 | 8         | Flugbahn                 | Trajectory              | Stephen Surjik  | Katherine Collins & Kari Drake   |
| Nach ihrer Rückkehr können John und Maureen Robinson verhindern, dass Victor mit seiner Jupiter den Planeten verlässt. Sie erzählen allen Siedlern vom sterbenden Planeten und entwickeln einen Plan, wonach ein Pilot den Planeten mit einer stark massenreduzierten Jupiter verlassen soll. Die Wahl des Piloten fällt zuerst auf Naoko Watanabe, die sehr leicht ist; allerdings reicht der geplante Ausbau nicht aus und es muss zusätzlich das Lebenserhaltungssystem ausgebaut werden. Maureen erfährt zudem von ihrer Tochter Judy von der falschen Dr. Smith und sperrt diese im Lager ein. Dr. Smith droht, dass sie die modifizierte Jupiter manipuliert habe. Gemeinsam entscheiden die Robinsons, dass John Robinson die geplante Mission übernehmen soll. Während der Vorbereitungen auf den Flug empfängt die Familie einen Funkspruch von der Resolute, dass diese 24 Stunden später ihre Umlaufbahn um den Planeten verlassen wird. Da Don West auf weitere Probleme der Jupiter beim Verlassen des Orbits hinweist, lässt er sich überreden, John Robinson beim Flug zu begleiten. Entgegen der Weisung seiner Eltern unterhält sich Will Robinson nach dem Abschied von seinem Vater mit Dr. Smith, die ihm den Kopf des Roboters zeigt und erklärt, dass er ihn zurückholen könne. Während sein Vater und Don starten, lässt er Dr. Smith frei und wird von ihr eingesperrt. Dr. Smith schlägt Maureen k.o., die den Männern Anweisungen gibt und in der Schlussszene sehen die Siedler die Jupiter am Himmel explodieren. |           |                          |                         |                 |                                  |
| 9 | 9         | Wiederauferstehung       | Resurrection            | Tim Southam     | Kari Drake Idee: Daniel McLellan |
| Nach der Explosion wird Maureen von Dr. Smith entführt, die sie zwingt, ihr den Weg zum Raumschiff des Roboters zu zeigen. Will versucht, seinen Vater über ein Signal zu erreichen und seine Schwestern erklären ihm, dass das Schiff zerstört wurde. In seinem Ärger zerstört Will einen Stein, den er von dem Roboter in der Höhle bekommen hat, und stellt fest, dass es sich um Exkrement handelt. Dies lässt er sich von Hiroki Watanabe bestätigen, der zudem erklärt, dass man hieraus Treibstoff herstellen könne. Er erklärt zudem, dass es sich um die Exkremente eines Spitzenprädatoren handeln muss. Die Siedler untersuchen die Höhle und finden weitere Exkremente, darunter auch sehr frische. Unter der Decke entdecken sie die Verursacher, die die Höhle als Schlafplatz nutzen. Sie beschließen, den Dung abzubauen und dabei zu versuchen, die Tiere nicht zu wecken. Derweil versucht Judy, ihre Mutter und Dr. Smith zu finden und kann den von ihnen benutzten Chariot lokalisieren. Dr. Smith erklärt Maureen, dass sie den Roboter wiederbeleben möchte und mit ihm als Beschützer zur Resolute zurückkehren will. Gemeinsam stellen beide fest, dass das Raumschiff eine starke Ladungsquelle besitzt und sie finden eine Erklärung, warum der Roboter die Resolute angegriffen hatte: Die Erbauer der Resolute haben das Triebwerk den Außerirdischen gestohlen und der Roboter hatte den Auftrag, es zurückzuholen. In der Höhle empfängt Will plötzlich Funksignale und weckt damit die Tiere an der Decke; es handelt sich um flugsaurierähnliche und blinde Tiere, die die Siedler angreifen. Mehrere Siedler, darunter Watanabe, Penny, Vijay und Angela bleiben in der Höhle zurück und können aufgrund der Tiere nicht fliehen. Nachdem ihnen dies durch einen Plan von Angela doch gelingt, teilt Will seiner Schwester mit, dass ihr Vater geantwortet hat und noch am Leben ist. Judy gelingt es, Dr. Smith zu überwältigen. Zugleich regeneriert sich der Roboter aufgrund der Energie des Raumschiffes und wird von Dr. Smith dazu gebracht, den Chariot von Judy und ihrer Mutter aufzuhalten. |           |                          |                         |                 |                                  |
| 10 | 10        | Gefahr, Will Robinson    | Danger, Will Robinson   | David Nutter    | Matt Sazama & Burk Sharpless     |
| Während John Robinson und Don West in einem Trümmerteil im All treiben, kümmern sich die Siedler weiter um die Kraftstoffproduktion und verlassen den Planeten. Dr. Smith kommt mit Maureen, Judy und dem Roboter zurück zur Jupiter der Robinsons und Will stellt fest, dass der Roboter nicht mehr auf ihn hört. Als in der Nähe der Jupiter 2 ein Vulkan ausbricht, entschließen sich die Robinsons zu starten und John in der Umlaufbahn um den Planeten zu suchen. Sie empfangen einen Funkspruch der Resolute, die ihnen ein kurzes Zeitfenster gibt, bevor sie die Umlaufbahn verlässt. Maureen gelingt es durch ein Täuschmanöver, Dr. Smith und den Roboter in einem Schutzraum zu isolieren. Kurz bevor es ihnen gelingt, das im All treibende Trümmerstück mit einer Harpune zu erreichen, können sich Dr. Smith und der Roboter befreien und den Versuch sabotieren. Sie fliehen in den Lagerraum und werden von dem Roboter verfolgt. Im Kampf gelingt es ihnen, den Roboter durch die geöffnete Luke aus dem Schiff zu katapultieren, kurz darauf kommt er jedoch gemeinsam mit einem zweiten Roboter und einem Alienraumschiff zurück. Als im erneuten Kampf der Anzug von Will einen Riss bekommt, rettet ihn der Roboter und er bekämpft den zweiten, mit dem gemeinsam er sich ins All stürzt. Als die Luke sich nicht schließen lässt, klettert Will nach draußen und schließt so die Luke. Beim Rückweg fällt er ins All, wird jedoch von seinem Vater aufgefangen, der mit der von Dr. Smith erneut ausgeschleuderten Harpune zurückgekehrt ist. Zurück auf dem Schiff treiben sie auf die Resolute zu, die gewartet hat. Kurz vorm Andocken übernimmt jedoch ein fremder Antrieb das Schiff und schleudert die Jupiter durch ein Wurmloch in einen anderen Teil der Galaxie. Will identifiziert in der Sonnenkonstellation eine Zeichnung des Roboters und endet die Staffel mit „Gefahr“. |           |                          |                         |                 |                                  |
| Alle Episoden wurden weltweit am 13. April 2018 auf Netflix als Stream veröffentlicht. |           |                          |                         |                 |                                  |

### Staffel 2
| Nr. (ges.) | Nr. (St.) | Deutscher Titel   | Originaltitel | Regie          | Drehbuch                       |
| --- | --------- | ----------------- | ------------- | -------------- | ------------------------------ |
| 11 | 1         | Schiffbrüchig     | Shipwrecked   | Alex Graves    | Matt Sazama & Burk Sharpless   |
| Sieben Monate später überlebt die Besatzung von Jupiter 2 auf einer schmalen Landzunge eines ozeanischen Planeten mit einer tödlichen, methanreichen Atmosphäre. Während sie dort festsitzen, studiert Maureen den außerirdischen Antrieb. Zum Weihnachtsfest druckt Will Pennys Buch „Lost in Space“ für jedes Familienmitglied aus. Als ein Riss im behelfsmäßigen Gewächshaus die Lebensmittelernte vernichtet, beschließt die Familie den Planeten irgendwie zu verlassen. Um die Schiffsbatterie aufzuladen errichten sie große Segel am Rumpf der Jupiter, um das Schiff in Richtung eines möglichen Gewitters zu navigieren. Bei dem Versuch einem Monsun zu entkommen, stoßen sie mitten auf der Reise auf ein Riff, wobei John verletzt wird. Maureen ist gezwungen die inhaftierte Dr. Smith freizulassen, die behauptet segeln zu können, und die Jupiter erfolgreich durch eine enge Riffpassage steuert. Smith deutet später an, dass sie absichtlich in das Treibhaus eingedrungen ist, um die Ernte zu zerstören, da sie wusste, dass Maureen den Planeten verlassen wollte, während John zufrieden war dort zu bleiben. Auf ihrer weiteren Reise stoßen sie auf einen tiefen Wasserfall, bei dem es sich in Wirklichkeit um einen massiven Metallgraben handelt, der den Ozean durchquert und die gleichen Eigenschaften wie der Roboter hat. |           |                   |               |                |                                |
| 12 | 2         | Abgrund           | Precipice     | Alex Graves    | Zack Estrin                    |
| Die Besatzung der Jupiter 2, die am Rande des Grabens liegt, saugt die Atmosphäre ab, um Treibstoff zu gewinnen und nutzt einen Blitzschlag, um das Schiff wieder aufzuladen. Invasiver giftiger Seetang macht die Jupiter bewegungsunfähig. Ein Strang sticht in Dons Bein und verursacht einen anaphylaktischen Schock, den Judy mit einer Transfusion aus Smiths Blut behandelt. Die gewaltigen Wellen des Wasserfalls reißen Penny und Maureen aus dem Schiff und in den Graben. Während sie gefangen ist, beklagt Penny, dass sie im Vergleich zu ihren Geschwistern „durchschnittlich“ sei, obwohl Maureen anderer Meinung ist. John lässt den Wagen in den Graben hinab, aber das Seil reißt. Penny denkt sich eine behelfsmäßige Leiter aus, mit der sie den Wagen erreichen kann. Als ein Blitz das Schiff in den Weltraum schießt, wird der abgetrennte Arm des SAR (Second Alien Robot) im Inneren des Jupiter durch den Stromstoß reanimiert. Maureen bemerkt während des Blitzeinschlags eine kurzzeitige Triebwerksspitze auf dem Monitor des Schiffes. Die elektromagnetische Signatur der Resolute wird entdeckt, und es wird ein Kurs für sie festgelegt. Smith versteckt heimlich etwas von dem giftigen Seetang in einem der Exemplare von Pennys Buch. |           |                   |               |                |                                |
| 13 | 3         | Echos             | Echoes        | Leslie Hope    | Liz Sagal                      |
| Jupiter 2 erreicht die Resolute, die evakuiert und auf Reservekraft gesetzt wurde. Sie stellen fest, dass der letzte Logbucheintrag sieben Monate zurückliegt. Smith schleicht sich an Bord der Resolute und schafft ein Ablenkungsmanöver, das verschiedene Decks abriegelt und Maureen und John sowie, getrennt davon Penny und Will, die von Judy abgeschnitten sind, gefangen hält. Smith greift dann auf die Datenbank der Resolute zu, löscht belastende Beweise gegen sie und nimmt die Identität von Dr. Zachary Smith an, indem sie sich in „Zoe“ Smith, eine Therapeutin, verwandelt, während sie den echten Dr. Smith in einem medizinischen Stasisabteil zurücklässt. Judy trifft auf Samantha, ein junges Mädchen das auf der Resolute zurückgelassen wurde; Will und Penny verstecken sich im Speisesaal, während ein beschädigter Roboter durch die Gänge kriecht. Der immer noch nicht genesene Don hilft vom Cockpit der Jupiter 2 aus den Robinsons die Resolute zu navigieren. John und Maureen stellen dem Roboter im Maschinenraum eine Falle. Judy und Samantha treffen auf Smith, die erkennt, dass Samanthas Vater der Mann war, den sie zu Beginn der Mission aus der Luftschleuse gesprengt hat. Judy erfährt, dass SAR und Wills Roboter die Evakuierung verursacht haben, wobei Wills Roboter den Menschen bei der Flucht half. Eine weitere Jupiter trifft mit Missionsleiter Ben Adler ein. Er sagt, dass der beschädigte Roboter, Scarecrow genannt, gezwungen wurde die Resolute bei allen Missionen zu steuern.      |           |                   |               |                |                                |
| 14 | 4         | Scarecrow         | Scarecrow     | Jon East       | Kari Drake                     |
| John und Maureen treffen Hastings, den geheimen Direktor der Resolute, der Scarecrow steuert. Ben erklärt, dass der SAR bei ihrem Angriff den außerirdischen Antrieb mitgenommen hat. Maureen bietet das fremde Triebwerk an Bord von Jupiter 2 an. Don, John und Judy gehen auf den Planeten, um den Kolonisten zu helfen Wasser zu finden. Eine parasitäre Spore, die Metall zerstört, bringt den Bohrturm über einem tiefen Brunnen zum Einsturz und hält John darunter gefangen. Der gesamte Verkehr zur Resolute wird gestoppt, um die Ausbreitung des Parasiten zu verhindern. Als Commander Radic Smith verhört, infiziert sie ihn mit dem giftigen Seetang und versetzt ihn in ein Koma. Da Radic außer Gefecht gesetzt ist und seine Identität gefälscht wurde, hat Smith nun eine „weiße Weste“. Penny kennt Smiths wahre Identität, muss sie aber beweisen. Will versucht sich mit Scarecrow zu verbinden, indem er ihm den abgetrennten Arm von SAR gibt, damit sie sich selbst repariert. Da sie jedem Menschen misstraut, versucht sie ihn anzugreifen. Adler offenbart Maureen, dass die Resolute um den Motor des außerirdischen Schiffes herum gebaut wurde, nachdem es auf der Erde abgestürzt war – ein Ereignis, das als Meteor des Weihnachtssterns missverstanden wurde; nur ein Roboter kann den Motor bedienen. Nachdem er den beschädigten Motor berührt hat, sieht Will durch seine Verbindung zum Roboter, dass dieser auf dem Planeten lebt.                                                                              |           |                   |               |                |                                |
| 15 | 5         | Laufen            | Run           | Jon East       | Vivian Lee                     |
| John wird verletzt, als er versucht, aus dem Brunnen zu klettern. Judy, die sich meilenweit entfernt im Basislager befindet, nimmt medizinische Hilfsmittel mit und fährt in einem Rover, um ihn zu behandeln. Als der metallfressende Parasit das Fahrzeug unterwegs zur Panne bringt, verlässt Judy den geschützten Fahrkorridor und läuft durch gefährliches offenes Gelände, um John zu erreichen. Als sich herausstellt, dass der menschliche Kontakt die Metallinfektion verbreitet, wird der gesamte Verkehr zur Resolute gestoppt, um die Infektion einzudämmen. Maureen und Adler eskortieren Will auf den Planeten, um den Roboter zu finden. Auf der Resolute bleibt Penny entschlossen, Smiths Betrug und Kriminalität aufzudecken, nachdem sie vermutet hat, dass sie Radic infiziert hat. Penny trifft Vijay wieder und überredet ihn, ihr bei den Ermittlungen gegen Smith zu helfen, obwohl sie nichts finden. Dabei wird Penny fast durch eine Müllpresse zerquetscht. Als sie Smith im Fahrkorridor begegnen, sagt diese zu Penny, dass es nicht darauf ankommt was jemand weiß, sondern nur was bewiesen werden kann. Penny bemerkt die metallische Infektion, die sich durch das Korridordeck frisst. |           |                   |               |                |                                |
| 16 | 6         | Getrennt          | Severed       | Tim Southam    | Katherine Collins              |
| Penny, Vijay, Smith und Mr. Jackson befinden sich im infizierten Bereich des Schiffes in Quarantäne. Die Rettungsmannschaften können sie nicht erreichen und der Kapitän hat angeordnet, dass der verseuchte Bereich von der Resolute abgetrennt werden soll. Don befiehlt Penny, Vijay, Smith und Jackson, sich in eine luftdichte, tragbare Lagereinheit zu begeben, die Don mit einer Jupiter zu bergen versuchen wird, nachdem sie ins All gesprengt wurde. Penny überredet Smith, den klaustrophobischen Jackson durch Psychospielchen zum Einlenken zu bewegen. Don holt den Container erfolgreich zurück, wird aber verhaftet, nachdem seine Schmuggelaktivitäten aufgedeckt wurden. Maureen, Will und Ben suchen auf der Oberfläche des Planeten nach dem Roboter. Er taucht auf, um sie vor einem Rudel Raubtiere zu retten. Er führt sie in eine Höhle und versucht mit ihnen zu kommunizieren, aber Will erkennt schnell, dass er in Wirklichkeit der SAR ist. Er hat Will auf die Oberfläche des Planeten gelockt und den Roboter als Köder benutzt. Nachdem die Tarnung aufgedeckt wurde, gibt SAR zu verstehen, dass er etwas will. Aber bevor das aufgedeckt wird, tötet Adler SAR mit einer Waffe. Maureen stellt Adler später wegen der Tödlichkeit der Waffe zur Rede. Will stürzt in einen Spalt, wo er den echten Roboter findet. |           |                   |               |                |                                |
| 17 | 7         | Evolution         | Evolution     | Tim Southam    | Daniel McLellan                |
| Während er mit John den Prozess der Wasserdekontaminierung bespricht, scheint Captain Kamal plötzlich durch eine Audioübertragung alarmiert zu sein und beendet ihr Gespräch. Aus der Übertragung geht hervor, dass sich zahlreiche außerirdische Schiffe auf die Resolute zubewegen. Da Don eingesperrt ist, ist John gezwungen Smith um Hilfe zu bitten. Smith kontaktiert offenbar den Sicherheitsdienst, der John verhaftet. Sie schließt sich daraufhin Hastings’ innerem Kreis an; sowohl John als auch Smith enthüllen später, dass sie zusammen gearbeitet haben, um Informationen zu erhalten. Smith hat erfahren, dass die Resolute, sobald Maureen und Will mit dem Roboter zurückkehren, aufgrund der begrenzten Wasservorräte nur mit den derzeit an Bord befindlichen Personen nach Alpha Centauri abfliegen wird und die restlichen Kolonisten auf dem Planeten stranden werden. Adler beabsichtigt den Roboter zu benutzen, um das außerirdische Triebwerk zu steuern, genau wie Scarecrow, der angekettet und gefoltert wurde, damit er gehorcht. Adler beobachtet die emotionale Empathie des Roboters für Lebewesen. Nachdem der Roboter das fremde Triebwerk aus Jupiter 2 entfernt hat, informiert John Maureen über Hastings’ wahre Absichten. Maureen bemerkt einen nahe gelegenen ammoniumreichen Gasriesen, der die Wasserdekontamination auf einige Tage verkürzen kann. Die Robinsons und ihre Verbündeten planen eine Meuterei, um die gestrandeten Kolonisten zu retten.                                                 |           |                   |               |                |                                |
| 18 | 8         | Unbekannt         | Unknown       | Jabbar Raisani | Kari Drake & Katherine Collins |
| Maureen steuert die Resolute in die Atmosphäre des Gasriesen, um Ammonium zu sammeln. Als die Meuterei losgeht, erzählt Hastings John, dass Maureen ihm ihre Zugangscodes gegeben hat, damit Will in das Jupiter-Programm aufgenommen wird. Wenn Maureen sich weigert die Brücke zu übergeben, droht Hastings damit, eine Luftschleuse zu öffnen, in der die Besatzung arbeitet. John schickt Smith, um Maureen zu warnen, aber Smith macht einen Umweg, um einer Konfrontation mit Samantha und ihrer Mutter aus dem Weg zu gehen, wodurch sie länger braucht, um die Brücke zu erreichen und zu spät kommt, um Zugang zu erhalten. Hastings öffnet die Luftschleuse und schließt Ava und Don ein, die nur mit Hilfe von Atemmasken überleben können. Maureen rettet sie, indem sie die Luftschleuse von außen in einer Servicekapsel verschließt. Die Meuterei scheitert, aber Captain Kamal vertraut Maureens Berechnungen und setzt ihren Plan trotz Hastings’ Einwänden um. In der Zwischenzeit erzählt Penny Will, dass der Roboter sich verändert zu haben scheint, was sich bestätigt, als er Wills Bitten, den eingeschlossenen Arbeitern zu helfen, ignoriert und stattdessen Scarecrow befreit. John beschimpft Smith dafür, dass sie sie verraten hat, und bezweifelt ihre Behauptung, sie habe wirklich versucht, Maureen zu warnen. Der Roboter lehnt Wills Bitte ab, die Resolute nach Alpha Centauri zu bringen, da er entschlossen ist Scarecrow zu retten.                                                                          |           |                   |               |                |                                |
| 19 | 9         | Ablenkungsmanöver | Shell Game    | Stephen Surjik | Zack Estrin & Vivian Lee       |
| Um sich selbst zu schützen, versucht Hastings John und Maureen zu ermorden, indem er sie aus dem Schiff aussperrt, während sie sich draußen in getrennten Servicekapseln aufhalten. Will erklärt sich bereit dem Roboter zu helfen, den sterbenden Scarecrow zu retten, der sich geweigert hat, sie nach Alpha Centauri zu bringen, indem er sie mit Hilfe von Judy und Penny zum Planeten zurückbringt. In der Zwischenzeit hilft Smith Hastings dabei, ihren Versuch zu vereiteln. Mit einem Hütchenspiel täuschen die Robinson-Kinder die Behörden und Will gelingt es, Scarecrow nach Jupiter 2 zu bringen, nur um von Adler aufgehalten zu werden. Will überredet den reumütigen Adler, Scarecrow auf den Planeten zu bringen, aber der Roboter wird gefangen genommen, um die Resolute zu steuern. Während Will und Adler zu dem Planeten reisen, schließt Hastings den Roboter an den außerirdischen Motor und das Foltergerät an. |           |                   |               |                |                                |
| 20 | 10        | Siebenundneunzig  | Ninety-Seven  | Alex Graves    | Matt Sazama & Burk Sharpless   |
| Maureen und John, die Hastings Mordversuch nur knapp überlebt haben, schaffen es heimlich zurück an Bord. Don und die Robinson-Kinder halten sie versteckt. Adler opfert sich, um Scarecrow zu retten; Maureen, John und Don ergreifen die Kontrolle über die Resolute, als Hastings versucht die Umlaufbahn ohne die gestrandeten Kolonisten zu verlassen. Roboter, die die Resolute erreicht haben, entern diese und es kommen weitere Roboterschiffe, um den außerirdischen Antrieb zu bergen. Maureen und Don stellen den Robotern eine Falle, während Judy die siebenundneunzig Kinder der Resolute in einem Jupiterraumschiff mit dem außerirdischen Antrieb, gesteuert von einem Roboter, zur Kolonie Alpha Centauri schicken will. Da die Resolute-Besatzung nicht durch den Spalt reisen kann, verstreut sie sich auf die anderen Jupiterraumschiffe. Smith und Scarecrow opfern sich offenbar beide im Kampf gegen die eindringenden Roboter und verschaffen Judy, Will, Penny und den Kindern so Zeit zur Flucht. Maureen und John bleiben zurück, um die Resolute und das Schiff der Roboter zu zerstören. Don rettet sie auf die Jupiter 2, bevor das Schiff explodiert. Die Jupiter entkommt mit den Kindern an Bord durch den Spalt. Die von den Menschen erzeugte Radarsignatur, der die Roboter gefolgt sind, hat das Schiff jedoch zu einem unbekannten Sternensystem geführt. Dort sehen sie die Fortuna, ein Schiff das fast zwanzig Jahre zuvor verschwunden ist und von Grant Kelly, Judys leiblichem Vater, kommandiert wurde. |           |                   |               |                |                                |
| Alle Episoden wurden weltweit am 24. Dezember 2019 auf Netflix als Stream veröffentlicht. |           |                   |               |                |                                |

### Staffel 3
| Nr. (ges.) | Nr. (St.) | Deutscher Titel   | Originaltitel                  | Regie                 | Drehbuch                     |
| --- | --------- | ----------------- | ------------------------------ | --------------------- | ---------------------------- |
| 21 | 1         | Drei kleine Vögel | Three Little Birds             | Frederick E.O. Toye   | Matt Sazama & Burk Sharpless |
| Judy geht an Bord der in der Umlaufbahn kreisenden Fortuna und entdeckt, dass die meisten Besatzungsmitglieder mit einem Landegerät in Stase zu einem nahe gelegenen Planeten transportiert wurden. Ein Asteroid beschädigt die Jupiter, woraufhin der Autopilot sie auf die Oberfläche steuert; Judy schafft es gerade noch zurück zur Jupiter und wird von Dr. Smith gerettet, die als blinder Passagier mitgeflogen ist. Fast ein Jahr später sind die Resolute-Kinder und Smith weiterhin auf dem Planeten gestrandet, der ständig von Meteoriten bombardiert wird. Sie arbeiten daran genügend Titan zu sammeln, um den Antrieb der Jupiter zu reparieren. In der Zwischenzeit kollidieren große Asteroiden, die den Planeten umgeben und zerbrechen in viele kleinere Asteroiden, die den Planeten einhüllen, so dass das Zeitfenster für einen sicheren Start des Schiffes immer kleiner wird. Lichtjahre entfernt versucht die Besatzung der Resolute ihr Jupiter-Schiff zu reparieren, indem sie Teile aus dem Wrack der Resolute sammelt und den Robotern ausweicht. Um Alpha Centauri zu erreichen brauchen sie einen außerirdischen Antrieb und einen Roboter, der ihn bedient. In der Zwischenzeit hat der Roboter einen Teil des gesammelten Titan weggeworfen, um zu verhindern, dass die Jupiter abhebt und damit Will zu beschützen, der von den anderen Robotern gejagt wird. Sobald die Kinder Alpha Centauri erreichen können, will Will heimlich mit dem Roboter aufbrechen, um seine Familie zu retten. Der Roboter findet eine verlassene außerirdische Stadt, während Judy nach dem Landegerät der Fortuna sucht. Penny hat sich von Will und Judy distanziert und einen neuen Freund gefunden. |           |                   |                                |                       |                              |
| 22 | 2         | Kontakt           | Contact                        | Kevin Rodney Sullivan | Zack Estrin                  |
| In einem Tunnel zeigt der Roboter Will, Penny und Smith die Technologie der ausgestorbenen Rasse, die die Roboter erschaffen hat. John, Maureen und Don kehren zu dem Bernsteinplaneten zurück auf dem SAR zerstört wurde, weil sie einen Roboter brauchen, um eine außerirdische Maschine zu bedienen. Stattdessen finden sie in ihrem Jupiter den voll funktionsfähigen Scarecrow, der ihnen zunächst feindlich gesinnt ist, bevor der Roboter und Scarecrow aus der Ferne miteinander kommunizieren und es John und Maureen ermöglichen, mit Will und Penny zu sprechen. Da Will weiß, dass die außerirdische Rasse inzwischen ausgestorben ist, schließt er daraus, dass die ursprüngliche Programmierung der Roboter veraltet ist und sie für einen neuen Zweck umprogrammiert werden sollte. In der Zwischenzeit findet Judy das Fortuna-Landegerät und erweckt den in Stase befindlichen Grant Kelly wieder zum Leben und enthüllt nach geraumer Zeit, dass er ihr biologischer Vater ist. Sie transportieren die anderen in Stase befindlichen Besatzungsmitglieder zur Jupiter und lassen sie in ihren Kapseln, um während des Fluges nach Alpha Centauri Sauerstoff zu sparen. An einem abgelegenen Ort stellen Roboter den SAR wieder her. |           |                   |                                |                       |                              |
| 23 | 3         | Der Neue          | The New Guy                    | Sarah Boyd            | Vivian Lee                   |
| Will kehrt in die Höhle zurück, um sie zu erforschen, wo er die skelettartigen Überreste der Außerirdischen entdeckt, die den Robotern ähneln. Er findet auch eine Schalttafel und zeichnet Audio-Befehle auf. Um während der Reise Sauerstoff zu sparen wird beschlossen, dass Smith vor dem Start der Jupiter in Stase versetzt werden soll. Will verhandelt mit Smith und verspricht ihr, sie bei Erreichen von Alpha Centauri aus der Stasis zu befreien, wenn sie ihm und dem Roboter hilft den Planeten zu verlassen, um seine Familie zu schützen. Grant deaktiviert den Autopiloten der Jupiter und setzt damit die Sicherheitsprotokolle außer Kraft die den Start des Schiffes in das Asteroidenfeld verhindern sollen. Mit Hilfe von Judy, die den Autopiloten während des Starts neu startet, navigiert er und der Autopilot erfolgreich durch die Trümmer. Währenddessen hilft Scarecrow John, Maureen und Don bei dem Versuch, einen außerirdischen Motor aus einem Roboterschiff zu bergen. Es stellt sich jedoch bald heraus, dass es sich um eine Falle handelt, SAR nimmt Scarecrow dabei gefangen. |           |                   |                                |                       |                              |
| 24 | 4         | Spurlos           | Nothing Left Behind            | Julian Holmes         | Daniel McLellan              |
| Nachdem sie das Asteroidenfeld um den Planeten durchquert haben, beobachten Will und Grant ein riesiges Loch im Planeten. Die katastrophale Ursache ist unbekannt, aber sie hat das Trümmerfeld verursacht. Während SARs Roboterschiffe zum Angriff übergehen, vernichtet die Resolute-Crew alle Daten, die den Standort von Alpha Centauri verraten könnten und wartet dann auf ihr Schicksal. SAR benutzt Scarecrow, um eine Fernverbindung mit dem Roboter herzustellen und die Kinder zu benachrichtigen, dass ihre Eltern in Gefahr sind, um sie in eine Falle zu locken. SAR tötet dann Scarecrow. Die Kinder erklären sich bereit ihr Leben zu riskieren, um ihre Familien zu retten. Ihre Jupiter wird auf Autopilot gestellt und als Lockvogel vorausgeschickt, während die Kinder, Grant und Smith mit der Fortuna hinterherfliegen. Mit dem Roboter und dem außerirdischen Antrieb, den sie an Bord haben, kann ein Spalt geöffnet werden, durch den alle Jupiter entkommen können. Als die Kolonisten ihre Abreise vorbereiten, kehrt Will mit dem Roboter zur angedockten Fortuna zurück und hofft die Signale, die er in der Höhle der Außerirdischen aufgezeichnet hat, nutzen zu können, um SAR aufzuhalten, was jedoch misslingt. Die Robinsons sind die letzten, die durch den Spalt fliegen, bevor er sich schließt, aber SAR folgt ihnen. Um zu verhindern, dass SAR Alpha Centauri erreicht, lässt John den Roboter ihren Kurs ändern, während die anderen Jupiter sicher auf Alpha Centauri ankommen. Jupiter 2 und die Fortuna werden auf Kollisionskurs mit einem anderen Planeten geschickt. Da die Jupiter keine Energie mehr hat, befiehlt John allen per Schleudersitz auszusteigen, bevor sie abstürzt. Alle werden sicher aus der Jupiter 2 geschleudert, außer Maureen und Judy, deren Schleudersitze versagen. |           |                   |                                |                       |                              |
| 25 | 5         | Gestrandet        | Stuck                          | Leslie Hope           | Kari Drake                   |
| Die Jupiter legt eine Bruchlandung hin. Sie sind vorerst in Sicherheit, aber Maureens nicht ausgelöster Schleudersitz wird explodieren wenn sie versucht aufzustehen. John und Penny finden den Roboter, der in der abgestürzten Fortuna durch einen Stahlträger gefangen ist, und versuchen ihn zu befreien. In der Zwischenzeit wird die Jupiter langsam von einer gigantischen, schneckenartigen Kreatur verschluckt. SAR und die anderen Roboter suchen nach Überlebenden der Jupiter. Will versucht seinen Rucksack von einem Baum zu bergen. Der Rucksack enthält einen außerirdischen Schädel, den er in der Höhle gesammelt hat und der Teil seines Planes ist. Die Energieversorgung der Fortuna schaltet sich spontan an. Bevor John sie deaktivieren kann, um von den Robotern unentdeckt zu bleiben, sieht Penny ungewöhnliches Filmmaterial auf einem Monitor, der sich jedoch abschaltet, bevor sie es vollständig sehen kann. John nimmt die Festplatte mit, um sie sich später anzusehen. Judy überlegt sich, wie sie die Jupiter von der Kreatur befreien und Maureen retten kann. Sobald sie befreit sind, macht sich der Roboter auf die Suche nach Will. Don trifft bei der Jagd auf sein Huhn auf einen Roboter, der seinen Körper abscannt, bevor er ihn bewusstlos schlägt. Don erholt sich und kehrt zur Jupiter zurück. Der Roboter, der Don gescannt hat, zeigt SAR, was er aufgezeichnet hat. |           |                   |                                |                       |                              |
| 26 | 6         | Letzte Meldung    | Final Transmission             | Julian Holmes         | Katherine Collins            |
| Maureen und John sehen sich das Videomaterial der Fortuna an: Fünf Jahre zuvor war ein Roboter in das Fortuna-Landegerät eingedrungen und hatte den in Stase befindlichen Grant Kelly gescannt. Als Don erzählt, dass er auch gescannt wurde, stellt Maureen fest, dass der Roboter winzige chemische Veränderungen im Körper einer Person feststellt, die zeigen wo im Universum sie sich aufgehalten hat. Sie erkennen, dass Grant gescannt wurde, um herauszufinden an welchem Punkt des Universums sich die Erde befindet, während Don gescannt wurde, weil er auf Alpha Centauri war. Will geht heimlich weg, um sich allein mit SAR zu treffen. Er zeigt SAR den außerirdischen Schädel und fragt ihn, ob er versteht, was Programmierung ist und ob er traurig ist, dass die Schöpfer tot sind. SAR sagt, dass er die Programmierung versteht und enthüllt, dass die Roboter die Schöpfer töteten, um sich aus dem Zustand zu befreien, unter dem Befehl ihrer Schöpfer kontrolliert zu werden. Eine Rückblende zeigt, dass SAR sich mit Will treffen möchte, um zu erfahren, wie die Programmierung des Roboters geändert wurde. Die Robinsons, Don und der Roboter suchen nach Will. Bevor sie ihn finden, sticht SAR in Wills Herz. Um Will zu retten, steckt Judy ihn in die Kryoröhre, bis sie Alpha Centauri erreichen. Der Roboter öffnet den Spalt, der nach Alpha Centauri führt, während SAR einen anderen Spalt betritt. |           |                   |                                |                       |                              |
| 27 | 7         | Plan B für Plan B | Contingencies on Contingencies | Leslie Hope           | Zack Estrin                  |
| Die Robinsons erreichen Alpha Centauri und entdecken kein Zeichen von SARs Schiff. Die Ärzte ersetzen das beschädigte Herz von Will durch ein mechanisches. Angesichts des bevorstehenden Angriffs von SAR entdecken John, Maureen und Grant, dass Hastings einen geheimen Schutzschild installiert hat. Als Gegenleistung für seine Hilfe verlangt Hastings, dass er aus dem Gefängnis entlassen und wieder in seinen alten Posten eingesetzt wird. Als Hastings jedoch die Zugangscodes aus seinem Privatsafe holt, wird er getötet, offenbar von einem Roboter. Grant stellt fest, dass das Verteidigungssystem sprachgesteuert ist. John und Victor sowie Don, Penny, Judy und Vijay verfolgen den Roboter bis zum Staudamm und den elektrischen Generatoren, die die Kolonie mit Strom versorgen; sie entdecken ein Vorauskommando von Robotersaboteuren, die Hastings ermordet und den Roboter reingelegt haben. Der Roboter vernichtet die Saboteure, aber nicht bevor sie die Turbinen schwer beschädigt haben, so dass zwei der drei Generatoren nicht funktionieren. Im Krankenhaus entwendet Smith eine Spritze, um ihre wahre Identität zu schützen und einen tödlichen Akt zu begehen. Nachdem sie erfahren haben, dass Adler ebenfalls Zugang zum Verteidigungssystem hatte, nutzen Maureen und Grant Adlers alte Sprachnachrichten und Heimvideos, um den Audiocode zusammenzusetzen. Der letzte Generator versagt jedoch und der Schutzschild bricht zusammen, kurz bevor SARs Schiff in der Umlaufbahn eintrifft. |           |                   |                                |                       |                              |
| 28 | 8         | Vertrauen         | Trust                          | Jabbar Raisani        | Matt Sazama & Burk Sharpless |
| Die geballte Kraft aller Jupiterschiffe aktiviert den Schutzschild und zerstört das Schiff von SAR. Viele Roboter schaffen es jedoch auf den Boden; SAR will den Planeten mit einem außerirdischen Antrieb zerstören. Penny, Vijay, Liam und andere retten die in den Trümmern gefangenen Roboter. Ihr Mitgefühl verändert die Programmierung der Roboter und bringt sie dazu, sich auf die Seite der Menschen zu stellen und die Streitkräfte von SAR zu bekämpfen. Der Roboter hält Smith vom Mord an Radic ab. Smith steuert Jupiter 2 und bringt Roboter und Will zu der Heimatwelt der Roboter. Der Roboter erzählt die Geschichte seiner Freundschaft mit Will und bittet sie, sich auf die Seite der Menschen zu stellen, aber die Roboter weigern sich, sich zu ändern. Der Roboter opfert sich, um Will zu retten, als sein mechanisches Herz versagt. Dies inspiriert die Roboter dazu, Will einen Audio-Befehl zu geben, um die Roboter unter der Kontrolle von SAR zu befreien. Will kehrt nach Alpha Centauri zurück und setzt den Audio-Befehl erfolgreich ein, aber SAR versucht trotzdem, den Planeten zu zerstören. Will stoppt den Audio-Befehl, was SAR ermöglicht erneut in Wills Herz zu stechen, was ihn unverletzt lässt und SAR veranlasst, ein implantiertes Stück Roboter zu absorbieren. Der Roboter übernimmt SARs Körper und schaltet den außerirdischen Antrieb aus, wodurch der Krieg beendet wird. In der Folgezeit verlassen viele Roboter das Land, während andere bleiben und friedlich mit der Menschheit koexistieren, da sie von ihrer alten Programmierung befreit wurden. Maureen und Don beginnen mit dem Bau der Solidarity, die die Resolute ersetzen soll, und werden dabei von Robotern unterstützt. John genießt ein friedliches Leben, Judy praktiziert als Ärztin und Penny wird Schriftstellerin; sie und Vijay beginnen eine Liebesbeziehung. Grant wird ein enger Freund der Familie. Eine reumütige Smith verschafft ihrer Schwester einen Platz auf der Jungfernfahrt der Solidarity, bevor sie Radic ein umfassendes schriftliches Geständnis abliefert, wofür sie ins Gefängnis kommt. Maureen bittet Smith im Gefängnis die Robinsons zu besuchen, sobald sie freigelassen wird. Will und der Roboter brechen zu einer Erkundungsmission auf und besuchen einen Planeten mit einer atemberaubenden Aussicht. |           |                   |                                |                       |                              |
| Alle Episoden wurden weltweit am 1. Dezember 2021 auf Netflix als Stream veröffentlicht. |           |                   |                                |                       |                              |

## Hintergrund
Parker Posey spielt die Rolle der Dr. Smith. In den beiden vorangegangenen Inkarnationen dieser Serie hieß Dr. Smith mit Vornamen Zachery und war eine männliche Rolle. In der 1965er Originalserie Verschollen zwischen fremden Welten wurde er von Jonathan Harris in fast allen (83 von 84) Folgen gespielt, im Film Lost in Space von 1998 übernahm Gary Oldman die Rolle. Im unveröffentlichten Serienpilotfilm von 2004 mit dem Titel The Robinsons: Lost in Space gab es keine Figur namens Dr. Smith. In der Pilotfolge taucht eine weitere Figur names Dr. Zachory Smith auf, der von Bill Mumy dargestellt wird, der wiederum als Kinderdarsteller die Hauptfigur des Will Robinson in der Originalserie spielte.
Ignacio Serricchio verkündete auf der WonderCon 2018, dass er während der ersten zehn Folgen bei den Dreharbeiten eine Perücke tragen musste, nach einem Unfall im Schminkstuhl mit einer Haarschneidemaschine.